# Felício dos Santos
Felício dos Santos (antiga Grota Grande) é um município brasileiro do estado de Minas Gerais. Localiza-se a uma latitude 18º04'38" sul e a uma longitude 43º14'49" oeste, estando a uma altitude de 740 metros. Sua população em 2022 era de 5 133 habitantes.
Possui uma área de 360 km².